# Land Rover Defender
Der Land Rover Defender (bis 1990 Land Rover One Ten,  Land Rover Ninety bzw. Land Rover One Two Seven)  ist ein Geländewagen des britischen Automobilherstellers Land Rover. Zwischen 1948 und 2016 wurden mehr als zwei Millionen Fahrzeuge produziert. Der Geländewagen zählt zu den Klassikern der Automobilgeschichte.
Im September 2019 präsentierte Land Rover den komplett neu entwickelten Defender L663, der seit 2020 bei den deutschen Händlern erhältlich ist.

## Geschichte

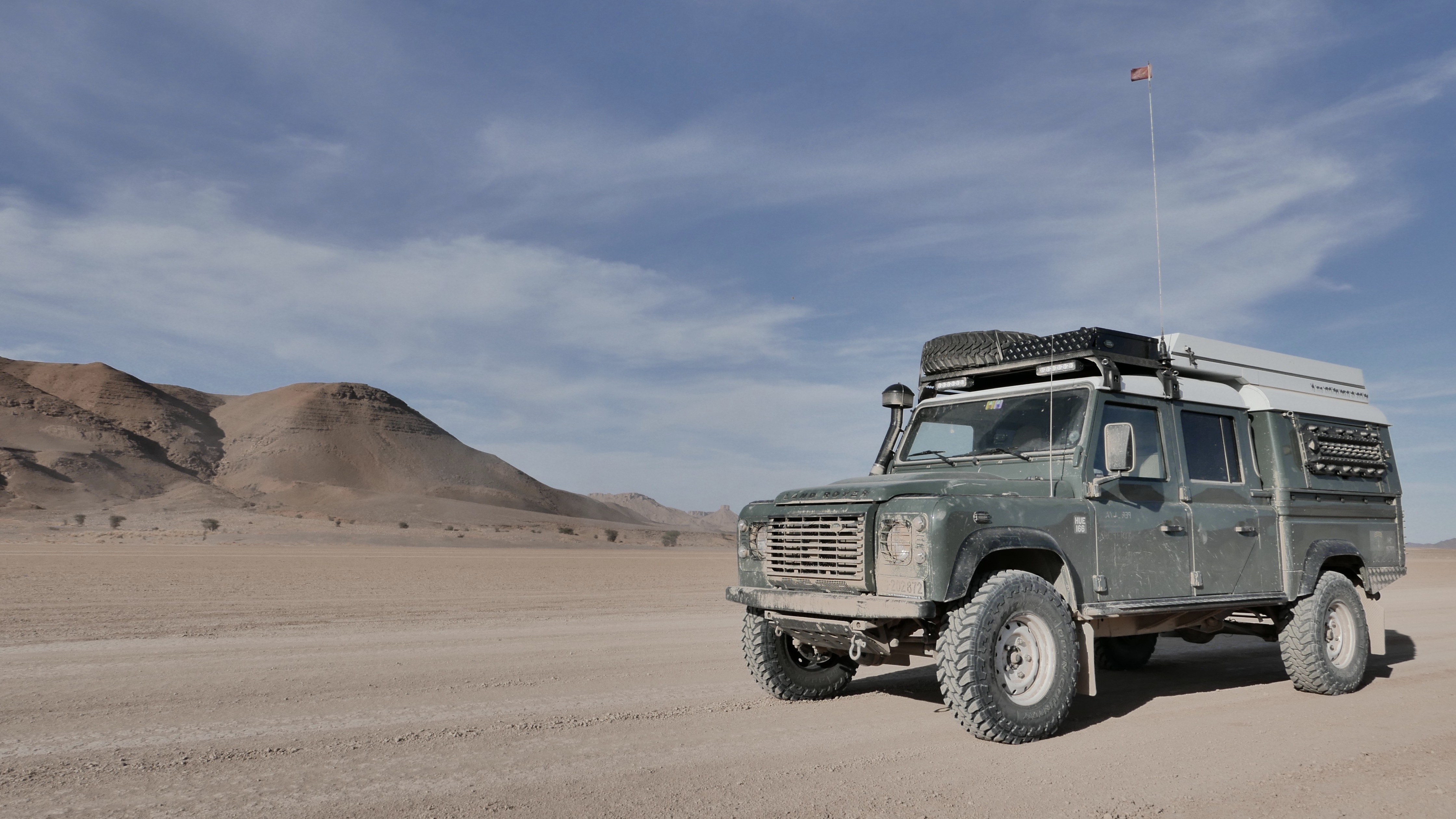
Land Rover Defender 130

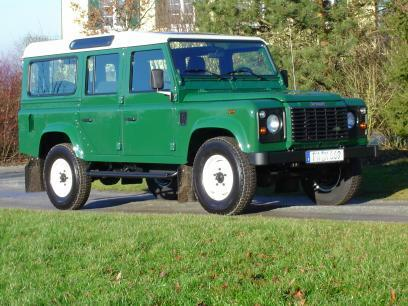
Defender 110 CSW (2004)

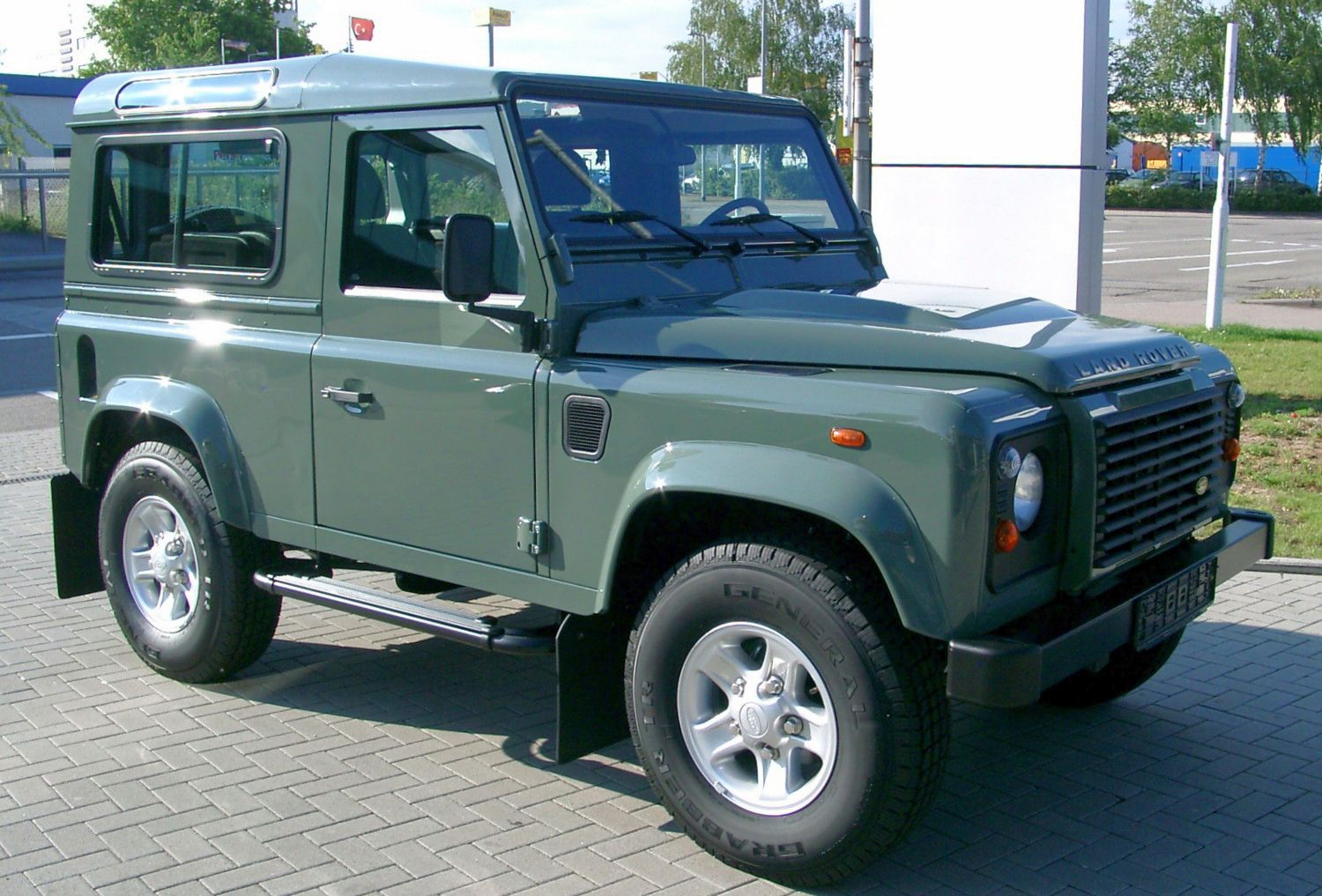
Defender 90 (2007)

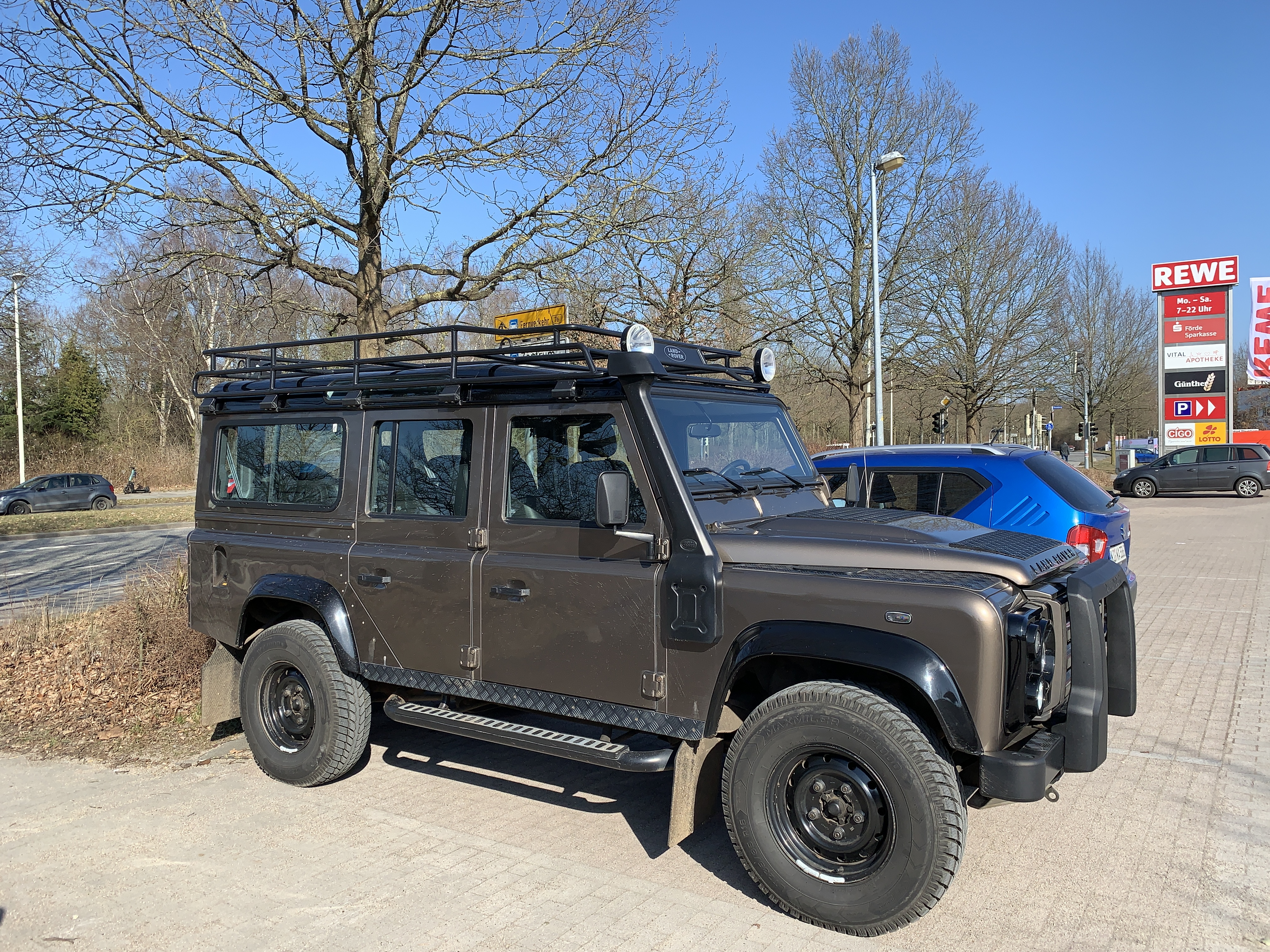
Defender mit Zusatzausrüstung

Das Unternehmen Rover, später Land Rover, baute ab 1948 das gleichnamige Fahrzeug, das nicht zuletzt durch die Fernsehserie Daktari bekannt wurde. Die ersten drei Modellreihen wurden mit Land Rover Serie I, II und III bezeichnet. Die vierte Serie (ab Herbst 1983) wurde zunächst unter der Bezeichnung One Ten (110) bzw. Ninety (90) vermarktet, was dem Radstand in Zoll entspricht. Markante technische Veränderungen waren die Aufhängung der Starrachsen an Lenkern mit Schraubenfedern statt an Blattfedern sowie neue Dieselmotoren.
Im Herbst 1989, als der Discovery eingeführt wurde, wurde eine Differenzierung der Modellnamen notwendig. Der ursprüngliche als Land Rover bezeichnete Wagen hieß ab September 1990 nun „Land Rover Defender“. Im Frühjahr 2007 kam eine neue Reihe des Defender auf den Markt. Äußerlich wurden einige Details verändert (z. B. fehlen die Lüftungsklappen unter der Windschutzscheibe und eine Auswölbung in der Motorhaube kam dazu) und auch Cockpit und Sitze wurden verändert. Die wichtigsten Änderungen waren jedoch ein neuer Motor und ein Sechsganggetriebe. Bei der letzten Modellgeneration des Defenders kam ein Ford-Vierzylinder-Dieselmotor zum Einsatz, der unter anderem auch im Ford Transit verwendet wurde und die Euro-4-Abgasnorm erfüllte. Ursprünglich wurde die Land-Rover-Serie für die zivile Nutzung in der Landwirtschaft entwickelt. Bald bewährte sich der Land Rover aber auch auf Expeditionen. Erst später wurde das Fahrzeug militärisch verwendet und die britischen Streitkräfte machten es 1956 zu einem ihrer Standardfahrzeuge. Auch im Jahr 2014 wurde der Defender in vielen Krisengebieten der Erde vom Militär und humanitären Hilfsorganisationen eingesetzt.
Der Land Rover war für seine Robustheit bekannt. Nach Angaben des Pressesprechers des Unternehmens sind 75 Prozent aller jemals gebauten Defender (einschließlich der unter dem Namen Land Rover gebauten) noch im Einsatz. Daher seien bis in die Gegenwart (Stand 2007) auch Ersatzteile für die erste Baureihe erhältlich.
Nach 68 Jahren Bauzeit wurde die Produktion des Land Rover Defenders am 29. Januar 2016 nach mehr als 2 Millionen Exemplaren endgültig eingestellt. Die Form war mit den EU-Richtlinien zum Fußgängerschutz nicht mehr vereinbar. Zum Abschied feierte Land Rover sein Erfolgsmodell mit einem kilometergroßen Sandgemälde am Strand der walisischen Red Wharf Bay, gepflügt von sechs Land-Rover-Modellen aus den vergangenen Jahrzehnten. An diesem Strand soll der Legende nach der Erfinder des Defenders, Maurice Wilks, 1947 seine erste Modellskizze in den Sand gezeichnet haben.
In seinem letzten Jahr erschien der Defender in drei Sondermodellen; die Land Rover Defender Autobiography Edition, die Land Rover Defender Adventure Edition und die Land Rover Defender Heritage Edition. Der Defender wurde auch im Englischen Königshaus von Königin Elisabeth II. benutzt.

## Varianten

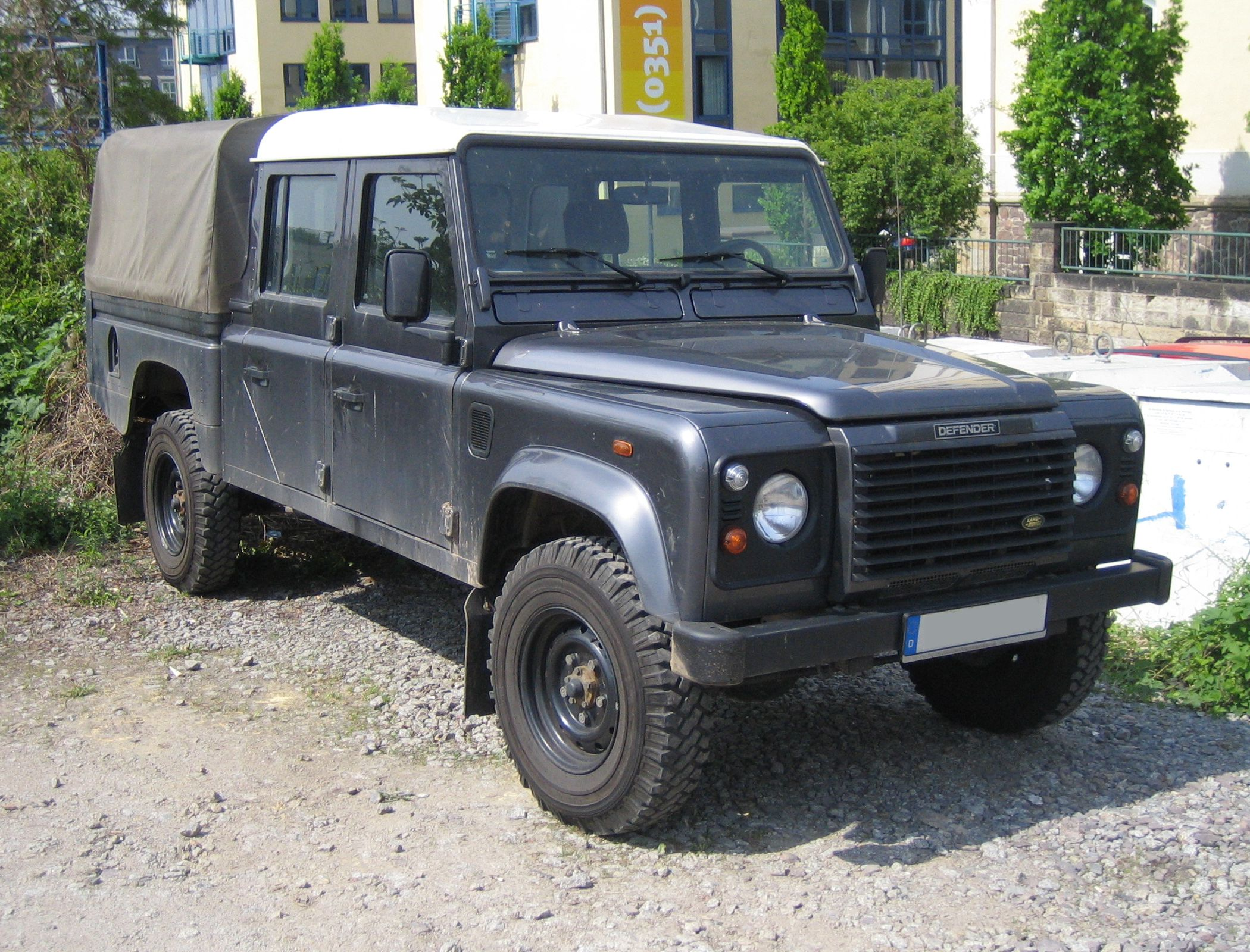
Defender 130 Crew Cab

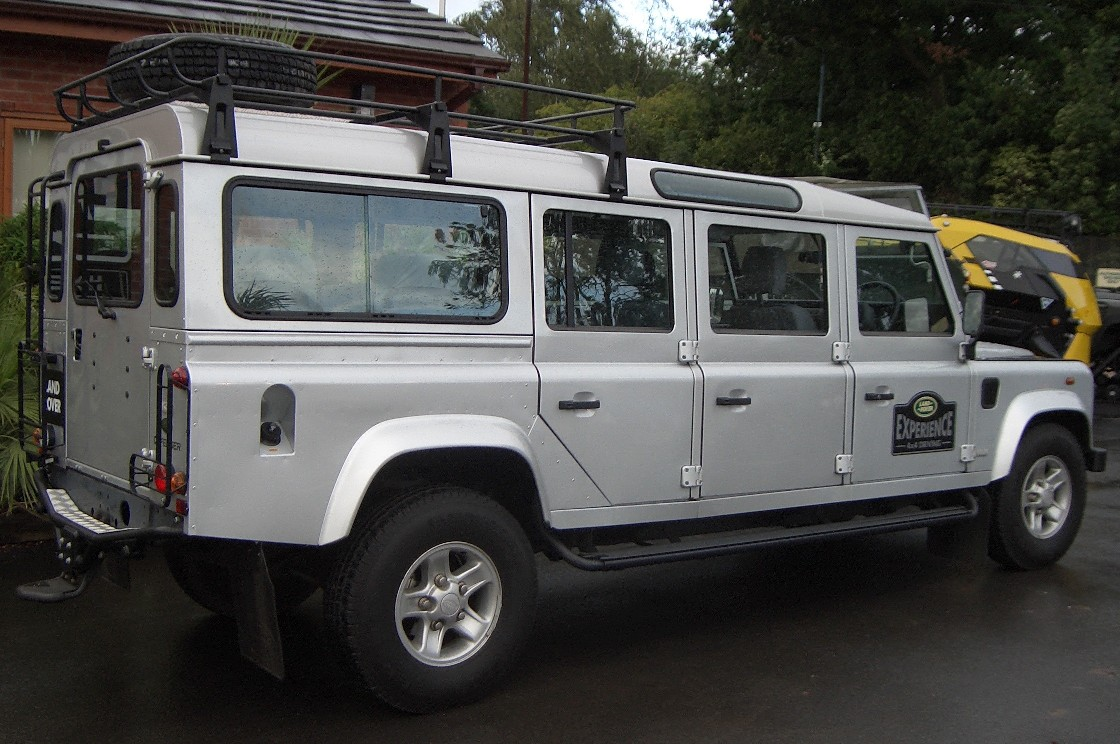
Defender 147 im Land-Rover-Werksmuseum in Gaydon, Vereinigtes Königreich

Der Defender ist modular aufgebaut. So lässt sich das Dach mit verhältnismäßig wenig Aufwand entfernen, und ein geschlossenes Fahrzeug lässt sich in eines mit Plane umwandeln. Die drei Grundmodellvarianten haben drei Radstände (90, 110, 130 Zoll). Verschiedene Dacharten (Station-Wagon: geschlossen mit Fenstern, Hardtop: geschlossen ohne Fenster, Softtop: Plane etc.) können mit dem gleichen Karosserieunterteil kombiniert werden:
- Defender 90 County Station-Wagon (CSW), Hardtop (HT), Plane (Soft Top, ST), Pickup (PU)
- Defender 110 County Station-Wagon (CSW), Hardtop (HT), Pickup (PU), High Capacity Pickup (HCPU), Double Cab Pickup (DCPU)
- Defender 130 (von 1986 bis 1990 auch als 127 bekannt) als Pickup mit Doppel- oder Einzelkabine
- Defender 147 (gestreckte 6-türige Variante von Land Rover Südafrika)

Die Zahlen in den Modellnamen geben traditionell die Radstände in Zoll an. Hiervon wird beim Defender allerdings zugunsten gerundeter Zahlen abgewichen. So beträgt beim Defender 90 z. B. der Achsstand 93 Zoll, beim Defender 130 127 Zoll. Die Modellreihen 90 und 110 haben klassische weißlackierte Stahlräder oder Fünfspeichen-Leichtmetallräder. Die 130er-Reihe gibt es nur mit Stahlrädern. Der Defender 90 wurde bis zu seiner Umbenennung im September 1990 auch als „Ninety“ und der Defender 110 als „One Ten“ bezeichnet. Der Defender kann eine hohe Anhängelast ziehen: Mit Auflaufbremse sind es 3500 kg, mit durchgehender Bremsanlage (Druckluft) sind 5000 kg, bei der aktuellen Baureihe sogar 6000 kg möglich.

## Motorisierung
In Deutschland gab es den Defender ab dem Modelljahr 2012 nur noch mit einem 2,2-Liter-Dieselmotor, da der vorher ab 2007 verwendete 2,4-Liter-Turbodiesel mit Direkteinspritzung nicht die Euro-5-Abgasnorm erfüllte. Mitte der 1990er-Jahre entstand aus der 200er-Reihe die Baureihe 300 Tdi mit 83 kW (113 PS) bei 4000/min. Als das Unternehmen Land Rover zu BMW gehörte, wurde die Variante Td5 als 5-Zylinder-Diesel mit Pumpe-Düse-System und einer Leistung von 90 kW (122 PS) bei 4200/min eingeführt. Der Motor entstammte einer von Rover neuentwickelten Baureihe, die ursprünglich vom Vier- (Td4) bis zum Sechszylinder (Td6) reichen sollte, dann aber bei der Übernahme durch BMW bis auf den bekannten Td5 gekippt wurde. Das maximale Drehmoment des Motors betrug 300 Nm bei 1.950/min. Die leistungsstarke V8-Version war in Deutschland nicht direkt erhältlich (ausgenommen die 50-years-jubilee-Edition, die auch in Deutschland mit V8 – wenn auch nur in kleiner Stückzahl – verkauft wurde). Mit der Übernahme von Land Rover durch Ford im Jahr 2000 wurde der Defender überarbeitet.
Im Mai 2007 kam das neue Modell mit gleichem Namen auf den Markt. Die Veränderungen im Erscheinungsbild waren gering. Im Inneren fielen das moderne Armaturenbrett und die neuen Sitze auf. Diese wurden nötig, da die bisherige Längsanordnung der Rückbänke beim 90 und 110 nicht mehr zulassungsfähig war. Äußerlich stach vor allem zum Teil höhere Motorhaube ins Auge, die notwendig war, um den neuen Motor unterzubringen: einen 2,4-Liter-Vierzylinder-Diesel, der von der Konzernmutter Ford entwickelt wurde. Mit 90 kW (122 PS) kam der Motor auf die gleiche Leistung wie der Vorgänger, erfüllte jedoch die Euro-4-Abgasnorm. Mit Common-Rail- statt Pumpe-Düse-Einspritzung erreichte der neue Motor bessere Leistungswerte und war zudem deutlich leiser als der Td5. Außerdem erhielt das Fahrzeug ein neues Sechsganggetriebe. Die kürzere Übersetzung des ersten Gangs sollte in Kombination mit dem höheren Drehmoment Geländefahrten einfacher machen. Durch die verbesserte Beschleunigung in den einzelnen Gängen ist eine über 20 Prozent längere Übersetzung des sechsten Gangs möglich, wodurch mehr Laufruhe und Komfort sowie ein geringerer Verbrauch erzielt werden sollten. Wegen der neuen Heizungs- und Lüftungsanlage fielen die klassischen Lüftungsklappen direkt unter der Frontscheibe weg.

## Technische Details

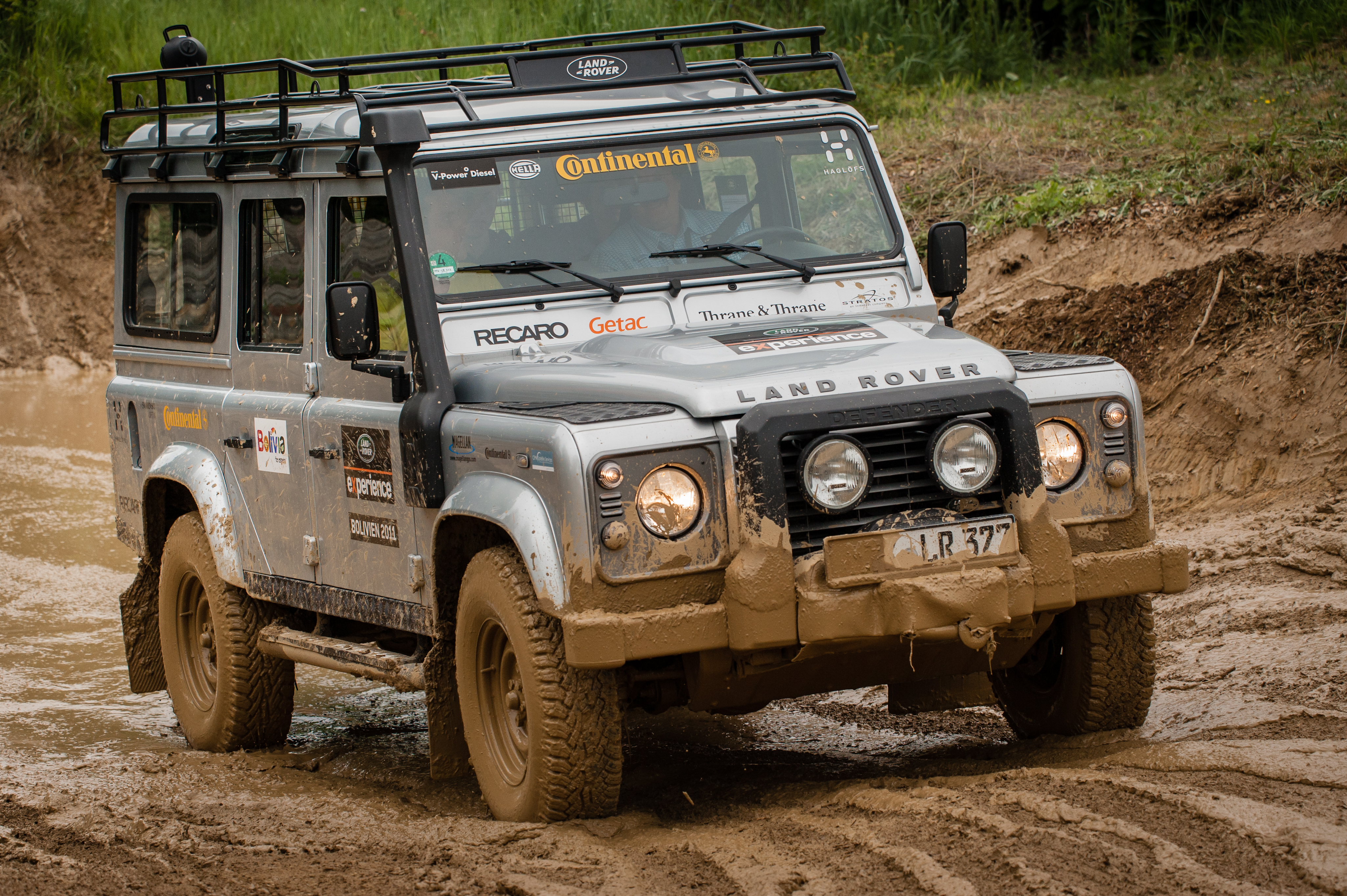
Defender 110, Sondermodell „Experience Bolivien“ (2012)

Der Defender hatte einen Kastenrahmen und ein Leergewicht von über 1800 kg, obwohl unter anderem die Karosserie aus Aluminiumblech (auf einem Stahlrohrskelett) gefertigt war. Hohes Gewicht und großer Luftwiderstand des Aufbaus begrenzten die Fahrleistungen auf der Straße: Der Defender mit 300Tdi-Motor erreicht bei hohem Geräuschpegel 129 km/h, der Td5 knapp 138 km/h (Herstellerangaben). Bei der Td4-Version mit 2,2-l-Ford-Motor wurde die Höchstgeschwindigkeit elektronisch auf 144 km/h begrenzt.
Die im Geländegang sehr kurze Übersetzung, der permanente Allradantrieb mit sperrbarem Mittendifferential und die hohe mögliche Achsverschränkung sowie eine Wattiefe (Wasserdurchfahrten) von 50 cm ergeben eine gute Geländegängigkeit. Eine Besonderheit des Defenders ist die Funktion der Handbremse, die nicht wie bei anderen Fahrzeugen auf die Räder, sondern (wie auch beim Nissan Patrol GR) direkt auf die Kardanwelle zur Hinterachse wirkt; durch Sperren des Mitteldifferentiales wirkt sie auf alle Räder. Der Dieselverbrauch beträgt 10 bis 11 l/100 km. Die zuletzt angebotenen Ausstattungsvarianten enthalten Antiblockiersystem (ABS) und Fahrdynamikregelung (ESP), teilweise auch elektrische Fensterheber und Zentralverriegelung. Airbags waren jedoch nach wie vor nicht vorhanden.
Der Land Rover Defender war zusammen mit dem Toyota LandCruiser eines der letzten  leichten, allradgetriebenen Nutzfahrzeuge, das ab Werk mit einem Nebenabtrieb (Zapfwelle) ausgestattet werden konnte.

## Feuerwehr, Rettungsdienste und Katastrophenschutz
Der Aluminiumaufbau mit knapp bemessenem Innenraum und nur wenig Komfort bedeutete, dass der Landrover Defender mehr Zuladung bot als jedes andere zu dieser Zeit gebaute Geländefahrzeug der 3,5-Tonnen-Klasse. Daher diente er u. a. als Löschfahrzeug für die Vegetationsbrandbekämpfung, Vorausrüstwagen, Gerätewagen der Bergrettung oder Offroad-Rettungswagen.

## Militärische Nutzung
Mit Ausnahme von zwei Modellen hatte Land Rover alle Fahrzeuge für den zivilen Markt entwickelt. Lediglich der Military Land Rover und das Modell 101 waren Entwicklungen für den Militärmarkt. Das britische Ministry of Defence (MOD) und Armeen anderer Länder nutzen den Land Rover bereits ab der Series II. Die Baureihe IV (Ninety, OneTen, Defender) wird in vielen Varianten genutzt. So als: TUL (Truck Utility light) (90) und TUM (Truck Utility Medium) (110, 130).

### Land Rover Wolf

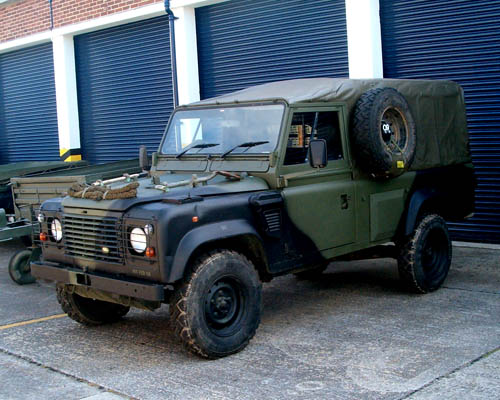
Land Rover Wolf

Unter der Bezeichnung Land Rover Wolf wurden ab 1996 die militärischen Varianten des Defenders vermarktet. Die Fahrzeuge sind besonders überarbeitete Varianten des Defender TDi. Bekannt sind mindestens 27 Ausstattungsvarianten aus verschiedenen Kontrakten.

### Military Land Rover „Lightweight“
Beim Military Land Rover, für den sich umgangssprachlich die Bezeichnung „Lightweight“ eingebürgert hatte, obwohl er nicht leichter, sondern etwa 140 kg schwerer als die zivile Variante war, arbeitete Land Rover während der Entwicklung mit dem britischen Verteidigungsministerium zusammen.

## Land Rover Defender Works V8
Im Januar 2018 kündigte Land Rover anlässlich des 70. Geburtstages des Geländewagens an, den Defender in einer auf 150 Exemplare limitierten Sonderversion weiter zu bauen. Diese Land Rover Defender Works V8 genannte Variante wird von dem aus dem Range Rover bekannten Fünfliter-V8-Ottomotor angetrieben. Land Rover verzichtet im Defender Works V8 jedoch auf die Aufladung mittels eines Kompressors. Der Saugmotor leistet 298 kW (405 PS) bei einem maximalen Drehmoment von 515 Nm. Um die Leistung auf die Straße zu bringen, verfügt der Defender Works V8 über ein Sportfahrwerk mit modifizierten Federn, Stabilisatoren und Stoßdämpfern. Außerdem verbesserte Land Rover das Bremssystem. Auf 60 mph soll der Geländewagen in 5,6 Sekunden beschleunigen, die Höchstgeschwindigkeit gibt der Hersteller mit 106 mph an. Verfügbar ist das Sondermodell sowohl als Defender 90 als auch als Defender 110. Da das Sondermodell lediglich die Abgasnorm Euro 5 erfüllt, ist eine Straßenzulassung in Deutschland nicht gewährleistet. Der Defender Works V8 ist ab 150.000 Pfund Sterling erhältlich.

## Land Rover Defender Concept 100

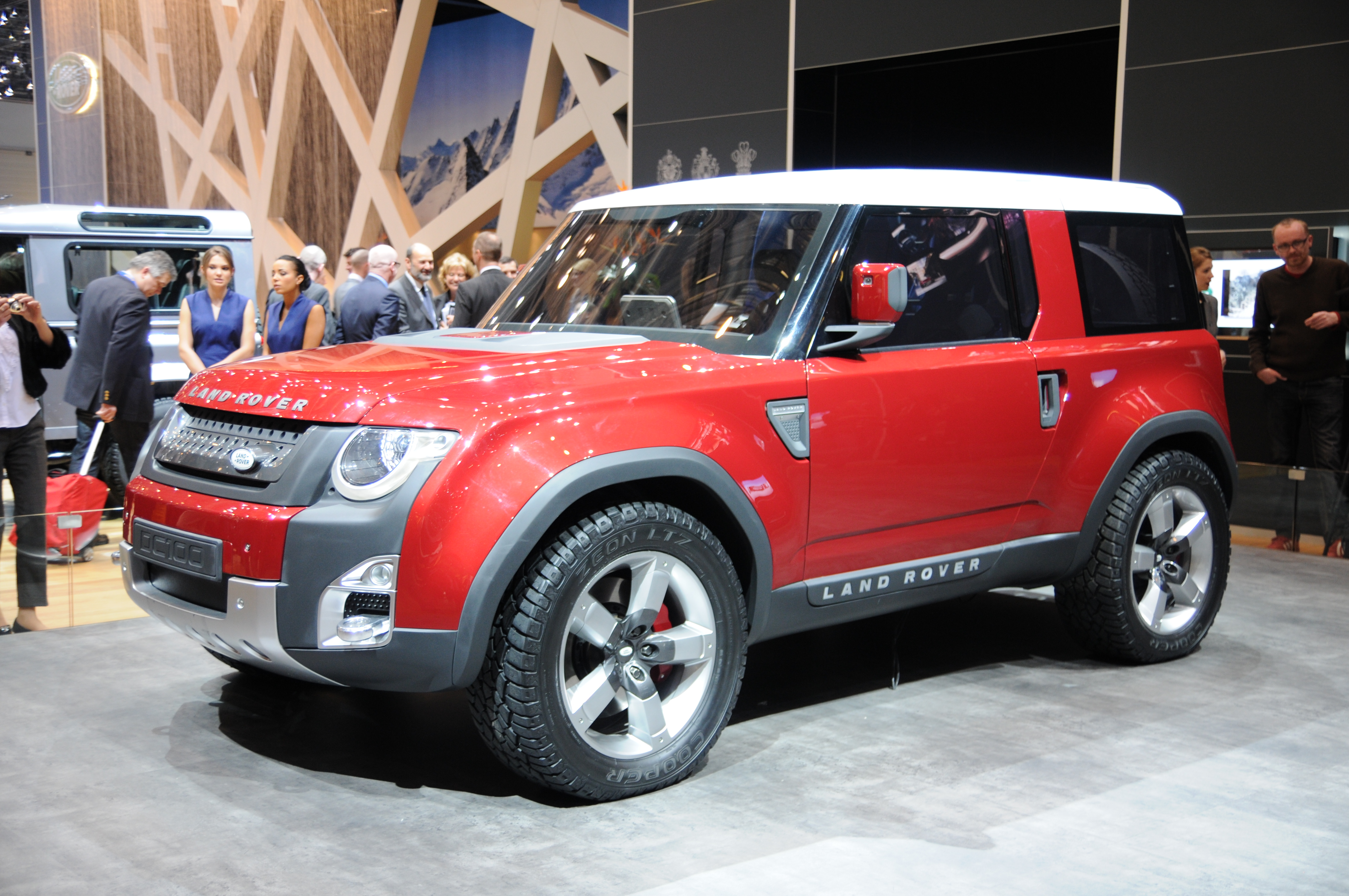
Defender Concept 100

Der Defender Concept 100 ist ein Konzeptfahrzeug von Land Rover und sollte zeigen, wie das Nachfolgefahrzeug des Defender aussehen könnte. Das Automobil wurde im Jahr 2011 der Öffentlichkeit vorgestellt. Für das Design des Fahrzeuges war Gerry McGovern verantwortlich. Der Land Rover wurde in zwei Varianten ausgeführt: ein 3-türiger Geländewagen mit Dieselmotor sowie ein offenes Automobil mit Ottomotor.

## Neuer Land Rover Defender (seit 2020)

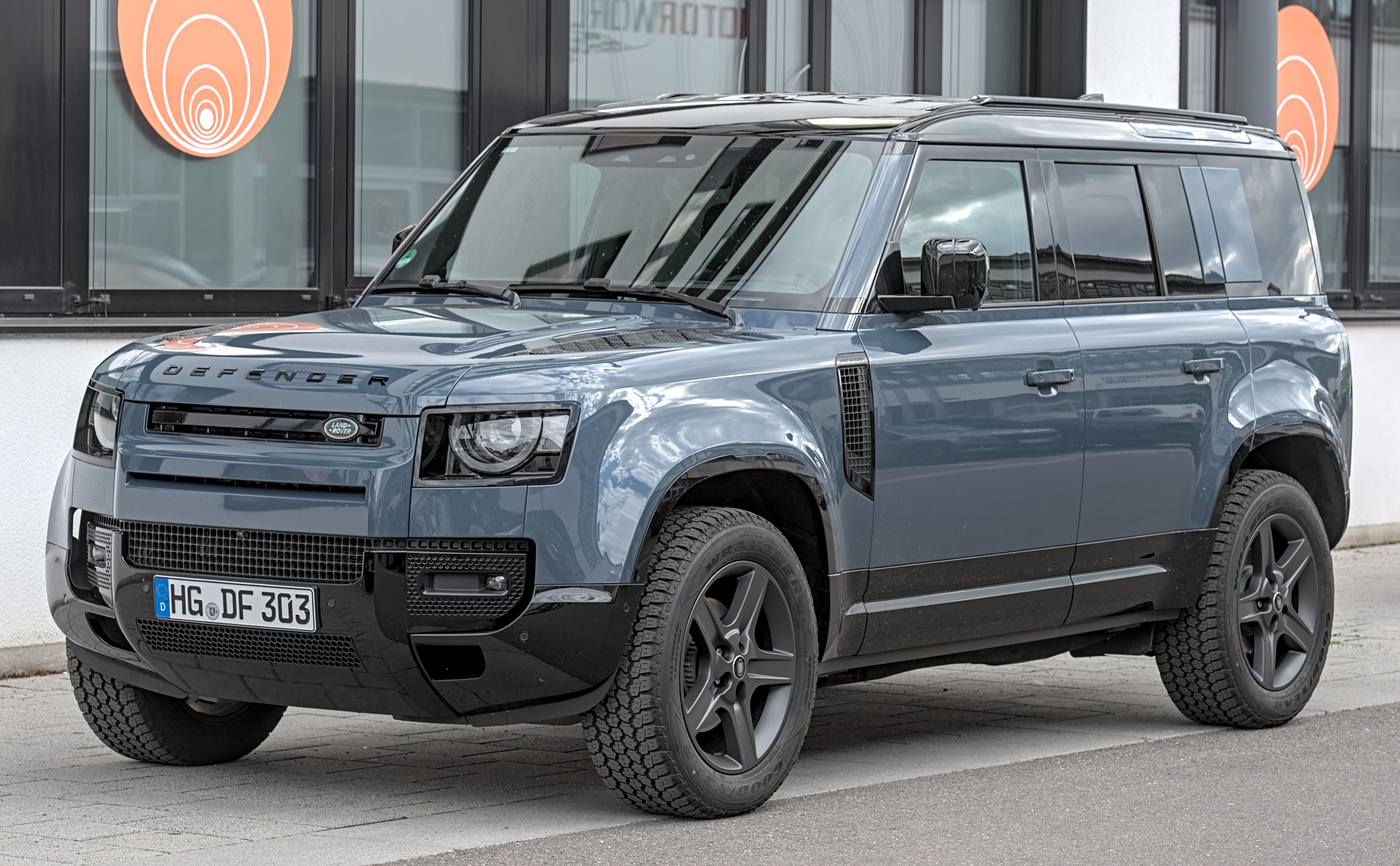
Land Rover Defender 110 (L663)

Im Frühjahr 2019 kündigte Land Rover die Neuauflage des Modells Defender an. Hergestellt in einem neuen Jaguar-Land-Rover-Werk in der Slowakei weist das neue Fahrzeug erhebliche Unterschiede zu der bisherigen Konstruktion auf. Auf Basis einer Einheitsplattform hat der Wagen fortan nicht mehr Leiterrahmen und Starrachsen, sondern ein Aluminium-Monocoque und Einzelradaufhängung. Die Wattiefe erlaubt Fahrten in 90 cm tiefem Wasser. Darüber hinaus besitzt das Fahrzeug diverse technische Assistenzsysteme. Die Motorleistung beginnt bei 200 PS, wobei Diesel- und Benzinmotoren sowie ein Plug-in-Hybrid angeboten werden. Der Marktstart war im Juni 2020.

## Grenadier und Lego

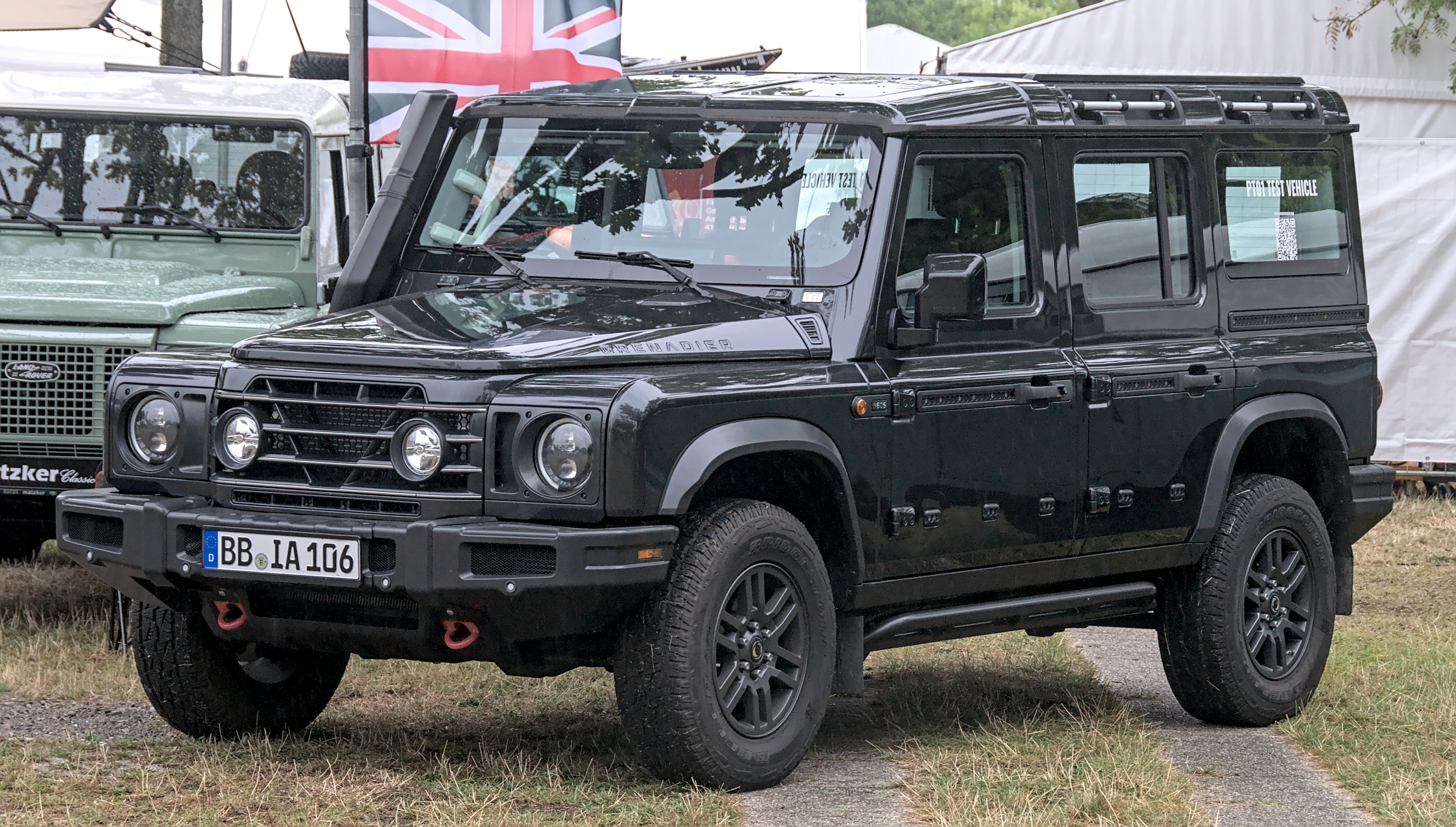
Ineos Grenadier

Der britische Autobauer Ineos Automotive hat mit dem Ineos Grenadier einen Geländewagen im Stile des Defenders entwickelt. Mit der Produktion des Serienmodells wurde im Oktober 2022 begonnen.
2023 brachte Lego ein Modell des Land Rover Defender 90 heraus. Das exklusiv mit Land Rover zusammen entwickelte Set 10317 umfasst 2.336 Teile und hört auf den Namen „Klassischer Land Rover Defender 90“, laut dem Held der Steine sei es überteuert.